# Sidney Sam
Sidney Sam (Kiel, 31 januari 1988) is een Duits voetballer die doorgaans in de aanval speelt. Sam speelde in 2013 in het Duits voetbalelftal.

## Clubcarrière
Sidney Sam, wiens vader uit Nigeria komt en wiens moeder Duitser is, groeide op in Kiel (hoofdstad van Sleeswijk-Holstein) en speelde voor TuS Mettenhof en FC Kilia Kiel voordat ze bij het jeugdteam van Holstein Kiel, de grootste club van de stad, kwam. In 2004 werd Sidney Sam door Hamburger SV ondertekend voor zijn jeugdopleiding (Duits: Nachwuchsleistungszentrum).
Sam debuteerde op 20 december 2007 in de Bundesliga toen hij het met Hamburger SV opnam tegen VfB Stuttgart. Hij viel in die wedstrijd in voor David Jarolím. Tijdens de seizoenen 2008/09 en 2009/10 werd hij uitgeleend aan 1. FC Kaiserslautern.
In 2010 betaalde Bayer Leverkusen twee miljoen euro aan Hamburger SV voor Sam. Hij tekende een contract voor vijf seizoenen. Op 17 februari 2011 maakte hij twee doelpunten in de UEFA Europa League tegen het Oekraïense Metalist Charkov. In vier seizoenen in de Bundesliga speelde Sam 92 wedstrijden voor Leverkusen, waarin hij 24 doelpunten maakte.
Op 8 januari 2014 maakte Schalke 04 bekend dat het Sam per 1 juli overnam van Bayer Leverkusen. Schalke was met hem een contract overeengekomen tot en met het seizoen 2017/18. Hij speelde gedurende het seizoen 2014/15 elf competitiewedstrijden voor Schalke en kwam eenmaal in actie in het tweede elftal van Schalke in de Regionalliga. FC Schalke wilde Sam in juli 2015 voor een jaar verhuren aan Eintracht Frankfurt, maar hier kwam hij niet door de medische keuring. Tests toonden verhoogde nierwaarden en bloed in zijn urine aan.
Hij werd in juli 2019 transfervrij nadat zijn contract bij VfL Bochum afliep. Sam trainde in de zomer van 2019 een tijdje mee met RSC Anderlecht, waar zijn ex-ploegmaat Vincent Kompany toen net zijn intrede had gemaakt als speler-trainer. Sam liet een goede indruk achter bij de Belgische recordkampioen, maar er kwam uiteindelijk toch geen contract. In oktober 2019 vervolgde Sam zijn loopbaan in Oostenrijk bij SC Rheindorf Altach. De laatste club uit zijn profcarrière was Antalyaspor. Later speelde Sam nog wel op een lager niveau: zo tekende hij in 2023, toen hij al aan z'n trainerscarrière was begonnen, bij amateurclub Düsseldorfer CfR Links.

## Clubstatistieken
| Seizoen | Club                   | Competitie             | Wed. | Doelp. |
| ------- | ---------------------- | ---------------------- | ---- | ------ |
| 2005/06 | Hamburger SV II        | Regionalliga Nord      | 2    | 1      |
| 2006/07 | Hamburger SV II        | Regionalliga Nord      | 23   | 4      |
| 2007/08 | Hamburger SV II        | Regionalliga Nord      | 22   | 3      |
| 2007/08 | Hamburger SV           | Bundesliga             | 4    | 0      |
| 2008/09 | → 1. FC Kaiserslautern | 2.Bundesliga           | 26   | 4      |
| 2009/10 | → 1. FC Kaiserslautern | 2.Bundesliga           | 33   | 10     |
| 2010/11 | Bayer Leverkusen       | Bundesliga             | 30   | 7      |
| 2011/12 | Bayer Leverkusen       | Bundesliga             | 18   | 4      |
| 2012/13 | Bayer Leverkusen       | Bundesliga             | 22   | 5      |
| 2013/14 | Bayer Leverkusen       | Bundesliga             | 22   | 8      |
| 2014/15 | Schalke 04             | Bundesliga             | 11   | 0      |
| 2015/16 | Schalke 04             | Bundesliga             | 2    | 0      |
| 2016/17 | → SV Darmstadt 98      | Bundesliga             | 13   | 2      |
| 2017/18 | VfL Bochum             | 2.Bundesliga           | 23   | 0      |
| 2018/19 | VfL Bochum             | 2.Bundesliga           | 19   | 2      |
| 2019/20 | SC Rheindorf Altach    | Bundesliga             | 22   | 6      |
| 2020/21 | Antalyaspor            | Süper Lig              | 25   | 3      |
| 2023/24 | Düsseldorfer CfR Links | Kreisliga A Düsseldorf |      |        |
| Totaal  | Totaal                 | Totaal                 | 317  | 59     |

## Interlandcarrière
Sam kwam uit voor Duitsland –19, Duitsland –20 en Duitsland –21. Aangezien Sams vader Nigeriaans is, mocht hij kiezen of hij voor Duitsland of Nigeria wilde spelen. Hij debuteerde op 29 mei 2013 in het Duits voetbalelftal, in een oefeninterland tegen Ecuador. Hij startte in het basiselftal. Sam kwam in 2013 vijfmaal uit in het nationaal elftal. Sindsdien kwam hij niet meer in actie voor Duitsland; wel zat hij op 7 september 2014 op de reservebank gedurende een EK-kwalificatiewedstrijd tegen Schotland (2–1 overwinning).

## Trainerscarrière
In het kader van zijn trainersopleiding vervoegde Sam in het seizoen 2022/23 de trainersstaf van MSV Duisburg. Hij begon er onder leiding van hoofdtrainer Torsten Ziegner, maar bleef nadien ook aan onder Boris Schommers. In juni 2024 ging hij aan de slag als assistent van hoofdtrainer Karel Geraerts bij z'n ex-club Schalke 04.

## Erelijst
| Kampioen 2. Bundesliga | 1x | 2009/10 |